# SMUSI

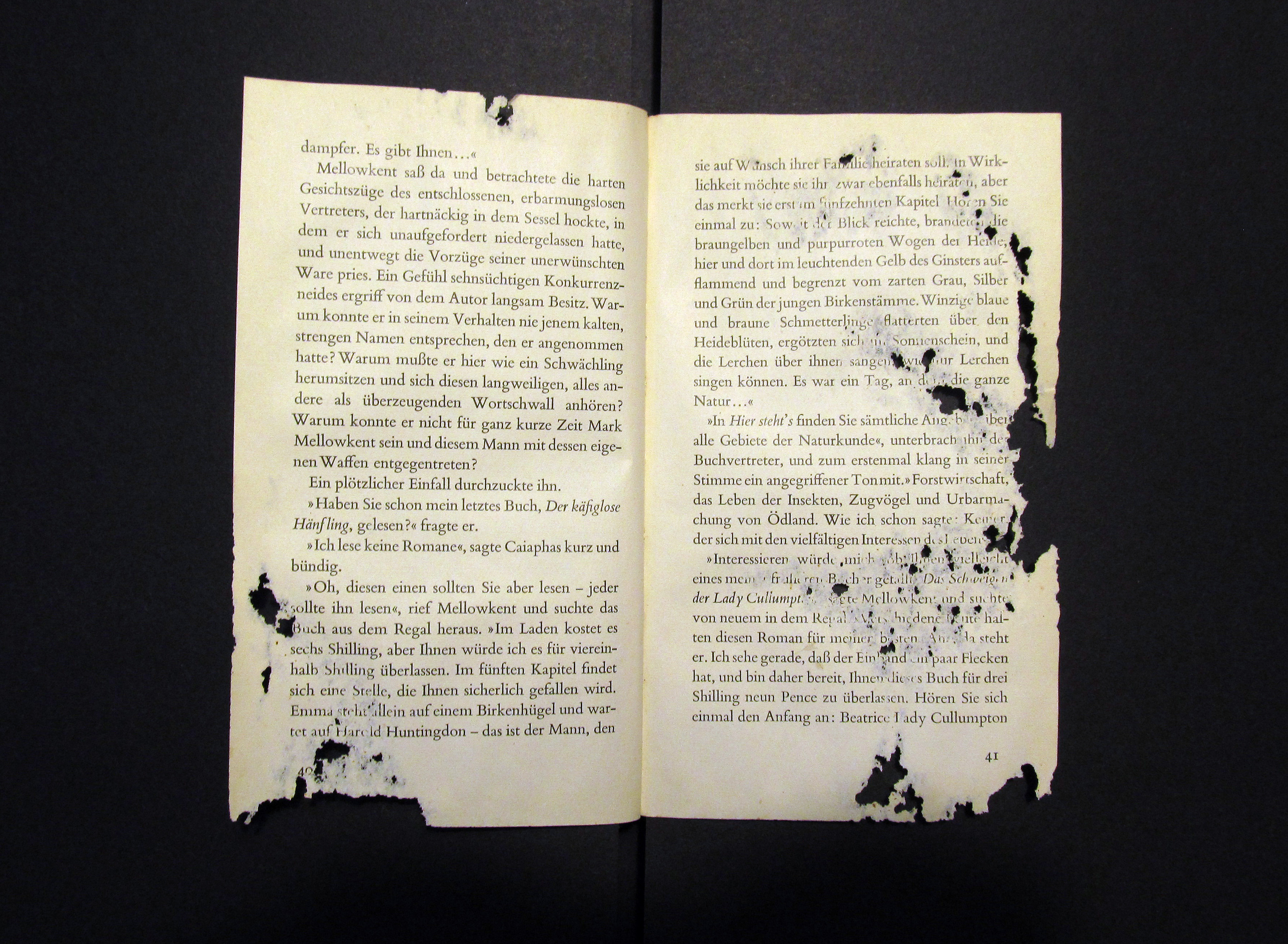
Tracce di pesciolino d'argento sufficienti ad indirizzare un libro moderno e mediocre allo scarto

SMUSI è un acronimo di lingua italiana usato in biblioteconomia per la revisione delle raccolte, stante a significare i cinque parametri per identificare i documenti librari o multimediali pronti per il loro scarto:
- S = scorretto
- M = mediocre
- U = usato
- S = superato
- I = inappropriato

Allorché si verifichi una di queste condizioni, il documento è tolto dagli scaffali e spostato in magazzino oppure eliminato dal patrimonio della biblioteca destinandolo al macero o all'angolo del BookCrossing, previa timbratura ufficiale che determini l'avvenuta cancellazione dai registri inventariali della biblioteca, e la smagnetizzazione o eliminazione della lamina magnetica antitaccheggio se presente.

## SR/SMUSI
Un'ulteriore evoluzione di questo metodo (Svecchiamento Raccolte) introduce due variabili temporali:
- anni dal copyright;
- anni dall'ultimo prestito.

Esse possono talvolta precedere la valutazione del documento in oggetto ed aiutare a determinarne lo scarto, in presenza o meno di uno o più fattori SMUSI.